# دان کلگ
دان کلگ (انگلیسی: Don Clegg; ۲ ژوئن ۱۹۲۱ – 2005 ( 84 ساله )) بازیکن فوتبال اهل بریتانیا بود.
از باشگاه‌هایی که در آن بازی کرده‌است می‌توان به باشگاه فوتبال هادرزفیلد تاون، باشگاه فوتبال استوک سیتی، باشگاه فوتبال بری، و باشگاه فوتبال یئوویل تاون اشاره کرد.